# Haplopteris fudzinoi
Haplopteris fudzinoi là một loài dương xỉ trong họ Pteridaceae. Loài này được Makino E.H. Crane mô tả khoa học đầu tiên năm 1997.